# داون باول
داون باول (بالإنجليزية: Dawn Powell)‏ (28 نوفمبر 1896، ماونت غيلاد في الولايات المتحدة - 14 نوفمبر 1965، نيويورك في الولايات المتحدة)؛ صحفية، كاتِبة وروائية أمريكية.

## روابط خارجية
- داون باول على موقع IMDb (الإنجليزية)
- داون باول على موقع الموسوعة البريطانية (الإنجليزية)
- داون باول على موقع قاعدة بيانات برودواي على الإنترنت (الإنجليزية)
- داون باول على موقع إن إن دي بي (الإنجليزية)
- داون باول على موقع كينوبويسك (الروسية)